# Obion
Obion és una població dels Estats Units a l'estat de Tennessee. Segons el cens del 2000 tenia 1.134 habitants.

## Demografia
Segons el cens del 2000, Obion tenia 1.134 habitants, 475 habitatges, i 326 famílies. La densitat de població era de 367,9 habitants/km².
Dels 475 habitatges en un 28,8% hi vivien nens de menys de 18 anys, en un 51,8% hi vivien parelles casades, en un 12,8% dones solteres, i en un 31,2% no eren unitats familiars. En el 28,4% dels habitatges hi vivien persones soles el 16% de les quals corresponia a persones de 65 anys o més que vivien soles. El nombre mitjà de persones vivint en cada habitatge era de 2,39 i el nombre mitjà de persones que vivien en cada família era de 2,92.
Per edats la població es repartia de la següent manera: un 23,5% tenia menys de 18 anys, un 8,3% entre 18 i 24, un 26,1% entre 25 i 44, un 24,2% de 45 a 60 i un 17,9% 65 anys o més.
L'edat mediana era de 40 anys. Per cada 100 dones de 18 o més anys hi havia 86,5 homes.
La renda mediana per habitatge era de 28.958 $ i la renda mediana per família de 36.447 $. Els homes tenien una renda mediana de 30.667 $ mentre que les dones 20.066 $. La renda per capita de la població era de 14.764 $. Entorn del 13,8% de les famílies i el 19,4% de la població estaven per davall del llindar de pobresa.

## Poblacions més properes
El següent diagrama mostra les poblacions més properes.